# Reichenau (Landkreis Konstanz)
Reichenau ist eine Gemeinde im Landkreis Konstanz in Baden-Württemberg. Sie umfasst die zum UNESCO-Welterbe zählende gleichnamige Insel und Flächen auf dem Festland.

## Geographie

### Ausdehnung und Gliederung des Gemeindegebiets
Die Gemeinde Reichenau setzt sich zusammen aus insgesamt sechs oder sieben getrennten Gebietsteilen oder Gemarkungsstücken, je nachdem, ob man Schopflen auf dem Reichenauer Damm als einen von der Insel separaten Gebietsteil betrachtet. Die fünf übrigen Gebietsteile liegen auf der Halbinsel Bodanrück:

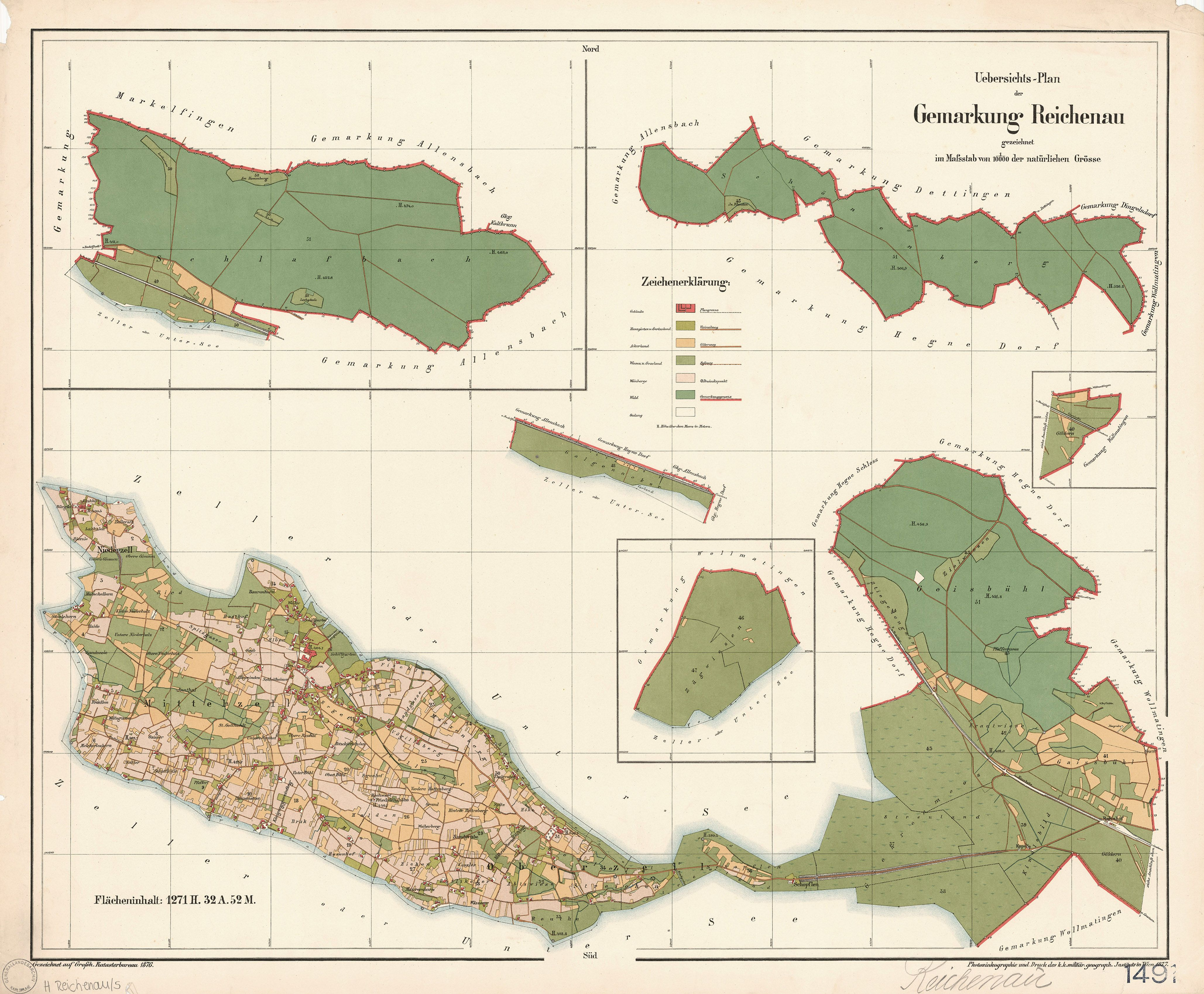
Gemarkungsplan von 1876 mit allen Gebietsteilen und Exklaven, mit Flurnamen

|  |  |

| \| Nr. \| Gebietsteil (Gemarkungsstück) \| Fläche (ha) \| Bevölkerung Schätzung 2008 \| Bevölkerung VZ 1961 \| Bevölkerung VZ 1905 \| Bevölkerung VZ 1885 \| WGS 84-Koordinaten \| \| --- \| ----------------------------- \| ----------- \| -------------------------- \| ------------------- \| ------------------- \| ------------------- \| -------------------------- \| \| 1 \| Insel Reichenau \| 444 \| 3203 \| 2353 \| 1484 \| 1523 \| 47° 41′ 35″ N, 9° 3′ 47″ O \| \| 2 \| Schopflen \| 134 \| – \| – \| – \| – \| 47° 41′ 11″ N, 9° 6′ 2″ O \| \| 3 \| „Festland“ \| 261 \| 1909 \| 1687 \| 27 \| 8 \| 47° 41′ 40″ N, 9° 7′ 25″ O \| \| 4 \| Gewann Schlafbach \| 242 \| 9 \| 7 \| 3 \| 6 \| 47° 43′ 55″ N, 9° 2′ 18″ O \| \| 5 \| Flur Zugwiesen \| 54 \| – \| – \| – \| – \| 47° 40′ 8″ N, 9° 8′ 32″ O \| \| 6 \| Schönenberg (Exklave) \| 125 \| – \| – \| – \| – \| 47° 43′ 17″ N, 9° 6′ 32″ O \| \| 7 \| Gewann Galgenacker \| 12 \| – \| – \| – \| – \| 47° 42′ 28″ N, 9° 5′ 18″ O \| \| \| Gemeinde Reichenau \| 1272 \| 5121 \| 4047 \| 1514 \| 1537 \| \| |                               |             |                            |                     |                     |                     |                            |
| Nr. | Gebietsteil (Gemarkungsstück) | Fläche (ha) | Bevölkerung Schätzung 2008 | Bevölkerung VZ 1961 | Bevölkerung VZ 1905 | Bevölkerung VZ 1885 | WGS 84-Koordinaten         |
| 1 | Insel Reichenau               | 444         | 3203                       | 2353                | 1484                | 1523                | 47° 41′ 35″ N, 9° 3′ 47″ O |
| 2 | Schopflen                     | 134         | –                          | –                   | –                   | –                   | 47° 41′ 11″ N, 9° 6′ 2″ O  |
| 3 | „Festland“                    | 261         | 1909                       | 1687                | 27                  | 8                   | 47° 41′ 40″ N, 9° 7′ 25″ O |
| 4 | Gewann Schlafbach             | 242         | 9                          | 7                   | 3                   | 6                   | 47° 43′ 55″ N, 9° 2′ 18″ O |
| 5 | Flur Zugwiesen                | 54          | –                          | –                   | –                   | –                   | 47° 40′ 8″ N, 9° 8′ 32″ O  |
| 6 | Schönenberg (Exklave)         | 125         | –                          | –                   | –                   | –                   | 47° 43′ 17″ N, 9° 6′ 32″ O |
| 7 | Gewann Galgenacker            | 12          | –                          | –                   | –                   | –                   | 47° 42′ 28″ N, 9° 5′ 18″ O |
| | Gemeinde Reichenau            | 1272        | 5121                       | 4047                | 1514                | 1537                |                            |

#### Insel Reichenau

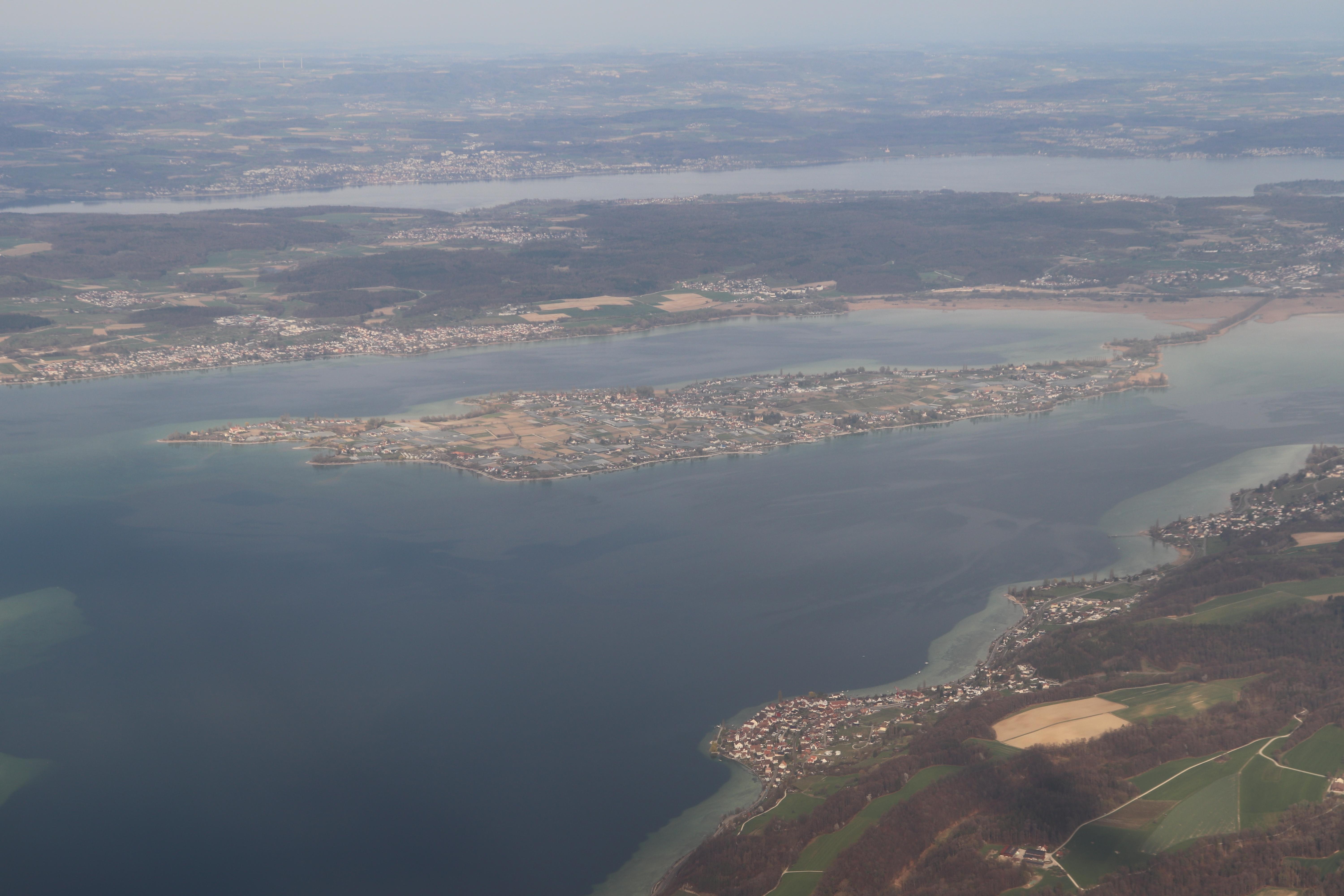
Rechts mündet der Seerhein von Konstanz her, unten das schweizerische Ufer des Untersees, oberhalb der Reichenau der Bodanrück, dahinter der Überlinger See, Überlingen und das Linzgau

Die Insel Reichenau liegt im Untersee, dem westlichsten Teil des Bodensees. Sie hat eine Fläche von 444 Hektar und eine Bevölkerung von rund 3200 (Schätzung 2008). Sie ist durch den 1838 errichteten Reichenauer Damm mit dem Festland verbunden. Die Insel ist das historische, kulturelle und verwaltungsmäßige Zentrum der Gemeinde. Sie weist drei Ortsteile auf. Diese haben jedoch keine stark ausgeprägten Siedlungskerne, sondern sind eher Streusiedlungen. Deshalb wurden früher innerhalb dieser Inselbereiche noch weitere Weiler und allein stehende Häuser und Häusergruppen namentlich benannt (siehe Inselartikel). Die Inselortsteile sind:
- Oberzell im Südosten
- Mittelzell im Zentrum der Insel
- Niederzell im Nordwesten

#### Damm und Allee

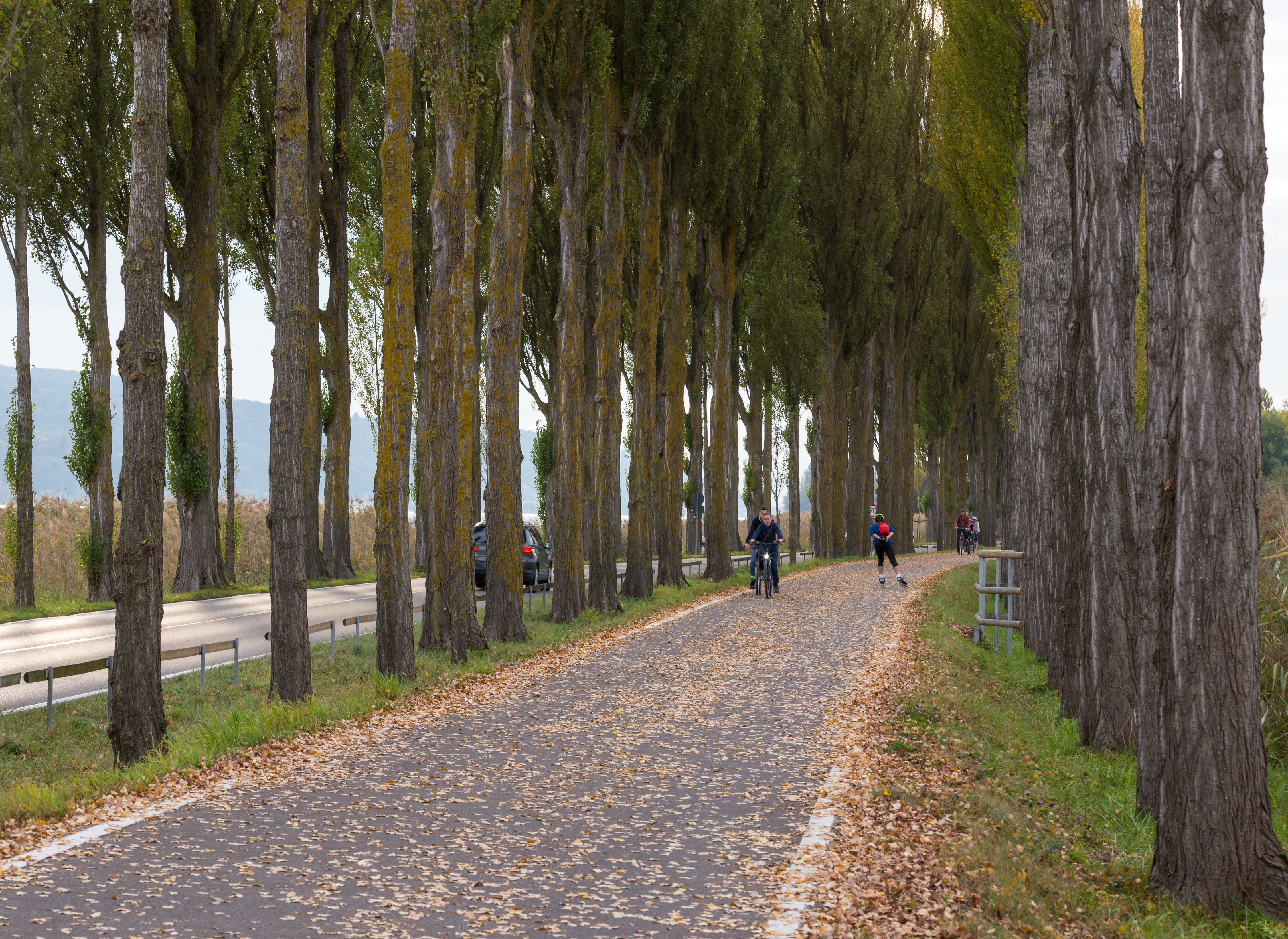
Pappelallee auf dem Reichenau-Damm

Der 1838 errichtete Reichenauer Damm, der eine Fläche von 18 Hektar einnimmt, verbindet die Insel Reichenau über die auf seiner Südseite gelegene Burgruine Schopflen mit dem Festland. Er verläuft über eine Untiefe, die schon vorher bei niedrigem Wasserstand mit Pferden begangen werden konnte, was den Standort der mittelalterlichen Burg Schopflen erklärt. Auf ihm verläuft die Landesstraße L 221 Konstanz-Reichenau (Pirminstraße) als 1300 Meter lange Pappelallee. Nur der Bruckgraben, ein 10 Meter breiter und 95 Meter langer Durchlass für Boote, unterbricht den Damm. Die niedrige Reichenauer Brücke überquert den Bruckgraben, der den Rheinsee im Süden mit dem Gnadensee im Norden verbindet, zur Insel Reichenau. Unmittelbar vor der Reichenauer Brücke steht auf der Nordseite der Straße eine Statue des Heiligen Pirmin. Zu diesem Gebietsteil sind auch die Moosgebiete nördlich und südlich des Reichenauer Dammes zu rechnen.

#### Festland
Der wichtigste Festlands-Gebietsteil der Gemeinde, mit einer Fläche von 261 Hektar und einer Bevölkerung von 1900 (Schätzung 2008), schließt sich im Osten an den Reichenauer Damm an, der bei der Kindlebildkapelle beginnt. Erst mit dem Bau der Eisenbahn in den 1860er Jahren entstanden hier erste Wohnplätze, nämlich Bahnhof und Bahnwärterhäuser. Wegen der Begrenzung der Bautätigkeit auf der Insel erfolgte die Bautätigkeit der letzten Jahrzehnte vorwiegend in diesem Gemeindebereich. Folgende Ortsteile liegen hier:
- die Waldsiedlung im Westen mit 570 Einwohnern (Schätzung 2008). Anfangs stand hier ein Bahnwärterhaus, genannt Im Gaisbühl.
- die ausgedehnte Siedlung Lindenbühl im Osten, die in jüngster Zeit stark gewachsen ist, mit 1139 Einwohnern (ursprünglich Häuser im Bahnhofsgebiet[3]). Die Siedlung ist zusammengewachsen mit der Siedlung Eichbühl, einem Ortsteil des Konstanzer Stadtteils Wollmatingen, der sich östlich anschließt. Die Grenze zwischen Lindenbühl und Eichbühl verläuft etwa entlang des Illenau-Wegs.
- das Zentrum für Psychiatrie Reichenau (ZfP) mit 200 Einwohnern. Dieses wurde 1913 als psychiatrische badische Heil- und Pflegeanstalt gegründet, in der kombiniert Psychotherapie und Sozialpsychiatrie praktiziert wurden. Unter nationalsozialistischer Herrschaft wurden ab dem Jahr 1934 Zwangssterilisationen durchgeführt und 1940 die Schließung der Anstalt beschlossen.[4] Bis zum März 1941 wurde die Anstalt in Umsetzung der Aktion T4 komplett geräumt. 508 Patienten wurden mit den grauen Bussen in die NS-Tötungsanstalt Grafeneck verschleppt und dort ermordet.[5][6] Heute erinnert ein Mahnmal – auf dem Klinikgelände vor dem Haus 20 – an die Opfer der Tötungsaktion. Bereits im April 1941 wurde in den ehemaligen Anstaltsgebäuden der Schulungsbetrieb der neugegründeten Nationalpolitischen Erziehungsanstalt (Napola) Reichenau aufgenommen, die bis 1945 bestand. 1949 erfolgte die Wiedereröffnung der psychiatrischen Klinik. Zum 1. Januar 1996 wurde das Psychiatrische Landeskrankenhaus Reichenau in eine rechtsfähige Anstalt des öffentlichen Rechts mit dem gegenwärtigen Namen umgewandelt. Seit dem Jahr 2000 ist das Zentrum Akademisches Lehrkrankenhaus der Universität Konstanz.[7][8]

Gelegentlich wird die Einrichtung zum Ortsteil Lindenbühl im weiteren Sinne gerechnet.

#### Schlafbach
Das Gewann Schlafbach ist eine etwa 242 Hektar große unechte Exklave im Nordwesten, am nördlichen Seeufer des Gnadensees, zwischen der Gemeinde Radolfzell und der Gemeinde Allensbach. Hier liegt der gleichnamige kleine Ortsteil:
- die Siedlung Schlafbach, 9 Einwohner (ursprünglich ein Bahnwärterhaus)

#### Zugwiesen
Eine weitere unechte, unbewohnte Exklave ist die Flur Zugwiesen am Nordufer des Seerheins, auch ein Gewann. Das Gebiet mit annähernd dreieckigem Grundriss und mit einer Fläche von rund 54 Hektar ist vom Konstanzer Stadtteil Industriegebiet umgeben, und zwar vom Wollmatinger Ried im Westen (davon abgegrenzt durch den Gottlieber Weg) und vom Ortsteil Unterlohn im Osten. Im Süden ist das Gebiet durch den Seerhein begrenzt. Am gegenüberliegenden Südufer des hier 100 bis 300 Meter breiten Seerheins liegen die Gemeinde Tägerwilen (Schweiz) und die Gemarkung Tägermoos. Die Exklave gehört zum Naturschutzgebiet Wollmatinger Ried.

#### Schönenberg
Eine echte Exklave ist ein über 3000 Meter langer und 50 bis 650 Meter breiter bergiger Waldstreifen zwischen der Gemeinde Allensbach (Ortsteil Hegne) und dem Konstanzer Stadtteil Dettingen um die Erhebungen, von Westen nach Osten: Gockelsberg, Junisberg, Schönenberg (499,6 m) und Brückleberg (514,7 m, auf der Grenze zur Gemarkung Hegne der Gemeinde Allensbach), mit einer Fläche von 125 Hektar. Auch ein kleines Wiesengebiet im Westen ist Teil dieser Exklave, nämlich das Gewann In Blenden, unmittelbar östlich des Gockelbergs.

#### Galgenacker
Das Gewann Galgenacker ist ein 900 Meter langer sowie rund 70 bis 190 Meter tiefer Uferstreifen des Gnadensees gegenüber der Insel, der im Norden von der Bahnlinie begrenzt wird und diese im östlichen Teil mit einschließt. Der Name Galgenacker kommt von der früheren Funktion als Hinrichtungsstätte von Reichenau, da auf der Insel selbst keine Todesurteile vollstreckt werden durften.

### Nachbargemeinden
- Konstanz
  - Industriegebiet (Stadtteil)
  - Wollmatingen (Stadtteil, frühere Gemeinde umfasste auch den heutigen Stadtteil)
  - Dettingen (Stadtteil)
- Allensbach
  - Allensbach (Gemarkung, ursprüngliche Gemeinde)
  - Hegne (Gemarkung, frühere Gemeinde)
  - Kaltbrunn (Gemarkung, frühere Gemeinde)
- Radolfzell
  - Markelfingen (Gemarkung, frühere Gemeinde)

Der zentrale Festlandsteil mit der Waldsiedlung und Lindenbühl grenzt im Osten an Konstanz (Wollmatingen) und im Westen an Allensbach (Hegne).
Schlafbach grenzt im Osten an die Gemarkung Allensbach und im Norden an Kaltbrunn (beide Gemeinde Allensbach), und im Westen an Radolfzell (Markelfingen).

### Klima
Durch die temperaturausgleichende Wirkung des Bodensees, die positiven Auswirkungen des Alpenföhns und die daraus resultierende hohe Zahl an Sonnentagen ist das Klima nicht nur auf der Insel, sondern auch noch im benachbarten Festlandsgebiet von Reichenau besonders mild.

### Eingemeindungen
Die Gemeinde Reichenau war nie von einer Gemeindereform bzw. von Eingemeindungen betroffen.

### Schutzgebiete
Reichenau hat Anteile an den Naturschutzgebieten Wollmatinger Ried-Untersee-Gnadensee und Bodenseeufer (Gmk. Allensbach, Hegne, Reichenau) sowie an den Landschaftsschutzgebieten Bodanrück und Bodenseeufer. Auf der Insel liegt das Landschaftsschutzgebiet Reichenau, der Reichenauer Damm ist als dienendes Landschaftsschutzgebiet zum Naturschutzgebiet Wollmatinger Ried-Untersee-Gnadensee ausgewiesen.
Außerdem hat die Stadt Anteil am FFH-Gebieten Bodanrück und westl. Bodensee sowie an den Vogelschutzgebieten Bodanrück und Untersee des Bodensees.

## Politik

### Verwaltungsgemeinschaft
Die Gemeinde gehört der Vereinbarten Verwaltungsgemeinschaft der Stadt Konstanz an.

### Gemeinderat
Der Gemeinderat in Reichenaun besteht aus den 14 gewählten ehrenamtlichen Gemeinderäten und dem Bürgermeister als Vorsitzendem. Der Bürgermeister ist im Gemeinderat stimmberechtigt.
Die Kommunalwahl am 9. Juni 2024 führte zu folgendem Endergebnis.
| Parteien und Wählergemeinschaften | Parteien und Wählergemeinschaften           | % 2024  | Sitze 2024 |        | % 2019 | Sitze 2019 | % 2014 | Sitze 2014 | Kommunalwahl 2024 %50403020100 41,04 %35,35 %12,11 %11,49 % FWCDUFLNSPDGewinne und Verlusteim Vergleich zu 2019 %p 4 2 0 −2 −4 −6 −8+2,94 %p+2,75 %p−7,59 %p+1,79 %pFWCDUFLNSPD |
| FWR                               | Freie Wähler Reichenau                      | 41,04   | 5          | 38,1   | 5      | 37,8       | 5      |            | Kommunalwahl 2024 %50403020100 41,04 %35,35 %12,11 %11,49 % FWCDUFLNSPDGewinne und Verlusteim Vergleich zu 2019 %p 4 2 0 −2 −4 −6 −8+2,94 %p+2,75 %p−7,59 %p+1,79 %pFWCDUFLNSPD |
| CDU                               | Christlich Demokratische Union Deutschlands | 35,35   | 5          | 32,6   | 5      | 35,2       | 5      |            | Kommunalwahl 2024 %50403020100 41,04 %35,35 %12,11 %11,49 % FWCDUFLNSPDGewinne und Verlusteim Vergleich zu 2019 %p 4 2 0 −2 −4 −6 −8+2,94 %p+2,75 %p−7,59 %p+1,79 %pFWCDUFLNSPD |
| FLN                               | Freie Liste Natur und Grüne                 | 12,11   | 2          | 19,7   | 3      | 18,3       | 3      |            | Kommunalwahl 2024 %50403020100 41,04 %35,35 %12,11 %11,49 % FWCDUFLNSPDGewinne und Verlusteim Vergleich zu 2019 %p 4 2 0 −2 −4 −6 −8+2,94 %p+2,75 %p−7,59 %p+1,79 %pFWCDUFLNSPD |
| SPD                               | Sozialdemokratische Partei Deutschlands     | 11,49   | 2          | 9,7    | 1      | 8,7        | 1      |            | Kommunalwahl 2024 %50403020100 41,04 %35,35 %12,11 %11,49 % FWCDUFLNSPDGewinne und Verlusteim Vergleich zu 2019 %p 4 2 0 −2 −4 −6 −8+2,94 %p+2,75 %p−7,59 %p+1,79 %pFWCDUFLNSPD |
| Gesamt                            | Gesamt                                      | 100     | 14         | 100    | 14     | 100        | 14     |            | Kommunalwahl 2024 %50403020100 41,04 %35,35 %12,11 %11,49 % FWCDUFLNSPDGewinne und Verlusteim Vergleich zu 2019 %p 4 2 0 −2 −4 −6 −8+2,94 %p+2,75 %p−7,59 %p+1,79 %pFWCDUFLNSPD |
| Wahlbeteiligung                   | Wahlbeteiligung                             | 68,23 % | 68,23 %    | 66,6 % | 66,6 % | 60,0 %     | 60,0 % |            | Kommunalwahl 2024 %50403020100 41,04 %35,35 %12,11 %11,49 % FWCDUFLNSPDGewinne und Verlusteim Vergleich zu 2019 %p 4 2 0 −2 −4 −6 −8+2,94 %p+2,75 %p−7,59 %p+1,79 %pFWCDUFLNSPD |

### Bürgermeister
- 1945–1947: Georg Beck
- 1947–1969: Karl Beck
- 1969–1993: Eduard Reisbeck
- 1993–2009: Volker Steffens[11]
- Am 25. Oktober 2009 wurde Wolfgang Zoll für die folgenden acht Jahre zum Bürgermeister gewählt und am 1. Februar 2010 für dieses Amt vereidigt. Bei der  Bürgermeisterwahl am 12. November 2017 wurde er mit 88,98 Prozent der gültigen Stimmen bei einer Wahlbeteiligung von 34 Prozent im Amt bestätigt.

### Wappen
| Wappen der Gemeinde Reichenau | Blasonierung: „In Blau die Büste eines Abtes in rot bordiertem silbernen (weißen) Gewand und silberner (weißer) Mitra mit rotem Besatz und goldenen (gelben) Kreuzen, in der Rechten einen silbernen (weißen) Abtsstab mit zugewendeter Krümme haltend, links oben ein silberner (weißer) Schild mit durchgehendem roten Kreuz.“ |
| Wappen der Gemeinde Reichenau | Wappenbegründung: Vor 1800 führte die Gemeinde weder Siegel noch Wappen. Die Urkunden besiegelte der vom Kloster Reichenau und nach 1540 vom Bischof von Konstanz ernannte Ammann. Alle Ammann-Siegel zeigen zwei Wappenschilde, der rechte mit dem Reichenauer Kreuz, der linke zumeist mit dem jeweiligen Familienwappen. 1811 begegnet das erste Gemeindesiegel. In geviertem Schild (die Teilungslinien sind aber eher als dünn geratenes Kreuz aufzufassen) stehen in den oberen Feldern die Initialen R und О (= Reichenow). Nachdem spätere Farbstempel überwiegend als reine Schriftsiegel gestaltet waren, nahm die Gemeinde 1895 das an die historische Bedeutung der Bodenseeinsel erinnernde Wappen an, das nach endgültiger Festlegung der Tingierung mit der Flagge am 7. Juli 1960 vom Innenministerium verliehen wurde. |

## Kultur und Sehenswürdigkeiten
2000 erklärte die UNESCO die Insel Reichenau als „herausragendes Beispiel für die religiöse und kulturelle Rolle eines großen Benediktinerklosters im Mittelalter“ sowie „aufgrund der drei romanischen Kirchen der Insel aus dem 9. bis 11. Jahrhundert als Veranschaulichung der frühmittelalterlichen Architektur in Mitteleuropa“ zum Weltkulturerbe.
Das Königskloster Reichenau „war eines der innovativsten kulturellen und politischen Zentren des Regnum Teutonicums und besaß im 10. und 11. Jahrhundert eine einflussreiche Malschule“: Die Hauptwerke der Reichenauer Handschriften wurden 2003 als „kulturgeschichtlich einzigartige Dokumente, die exemplarisch das kollektive Gedächtnis der Menschheit repräsentieren“, zum UNESCO-Weltdokumentenerbe hinzugefügt.
2024 feierte die Klosterinsel ihr 1300-jähriges Jubiläum: Unter dem Titel Welterbe des Mittelalters ist dies Anlass und Thema der „Großen Landesausstellung“ Baden-Württemberg vom April bis Oktober des Jahres im Archäologischen Landesmuseum Baden-Württemberg in Konstanz am Bodensee sowie auf der Insel selbst.

### Kirchen
Die drei romanischen Kirchen:
- St.-Georg in Oberzell wurde ab 888 erbaut; sie enthält ottonische Wandmalereien aus dem 10. Jahrhundert und ist bis heute nahezu unverändert erhalten
- Das Münster St. Maria und Markus, die ehemalige Klosterkirche in Mittelzell ist heute die lokale katholische  Pfarrkirche. Ihr ältester Bauteil wurde 816 geweiht. Es handelt sich um eine dreischiffige Basilika mit einem beeindruckenden Dachstuhl, der an einen umgedrehten Schiffsrumpf erinnert. Der Chor stammt aus der Zeit der Gotik. Im Westteil befindet sich der Markusaltar, der Reliquien des Evangelisten Markus enthalten soll
- St. Peter und Paul in Niederzell wurde im 11. und 12. Jahrhundert erbaut, ihr Ursprung reicht jedoch in das 8. Jahrhundert zurück. Eindrucksvoll sind die Orgel und das Apsisbild

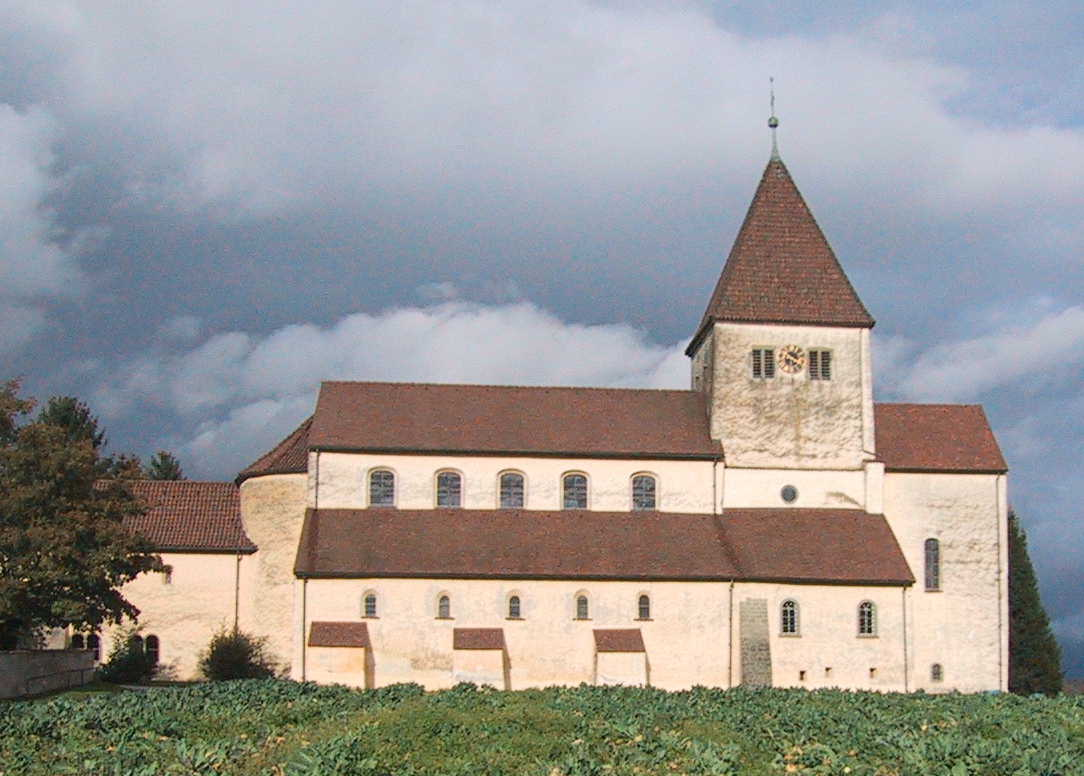
St.-Georg Oberzell
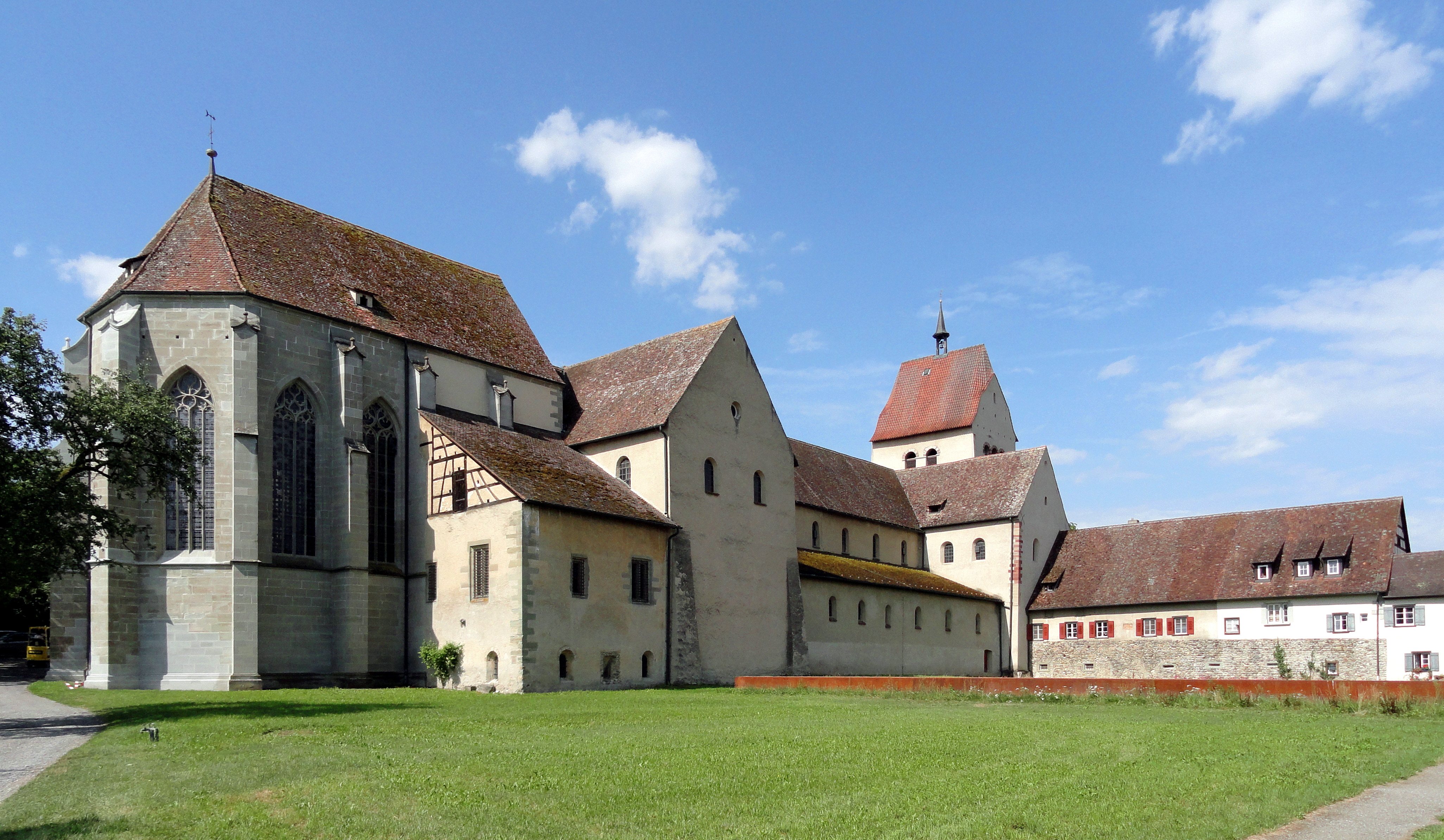
Münster St. Maria und Markus Mittelzell
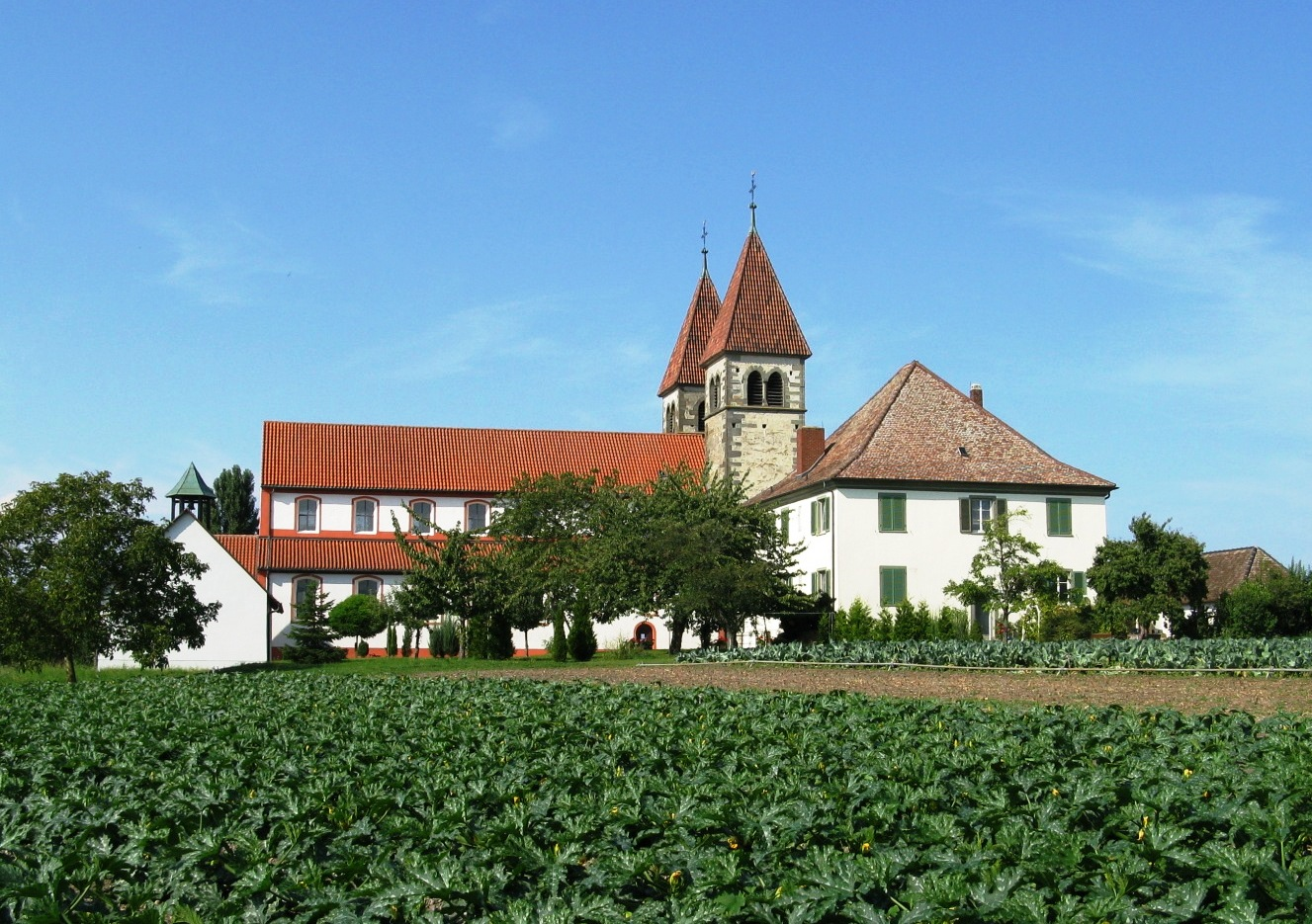
St. Peter und Paul Niederzell
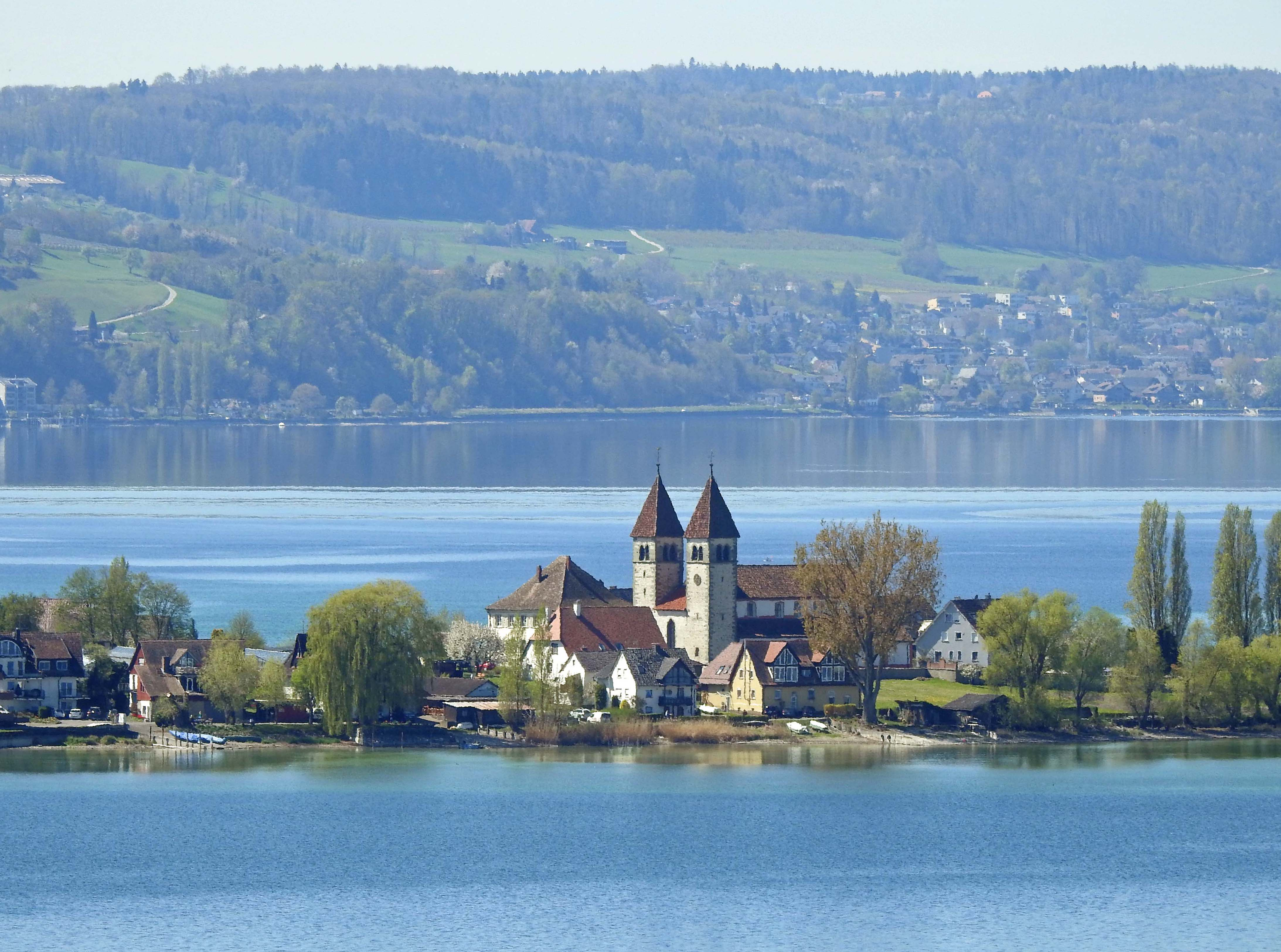
St. Peter und Paul als Westende der Insel

Die evangelische Heilig-Geist-Kirche (1963) ist nicht historisch, aber ein sehenswertes Beispiel des Kirchenbaus der frühen 1960er-Jahre.

#### Abgegangene Kirchen
- Als Chorherrenstift hat vom Ende des 12. bis zum Ende des 15. Jahrhunderts die St.-Adalbert-Kirche bestanden. Die St.-Adalbert-Kirche an der Oberen Ergat wurde 1832 abgerissen.[17][18]
- Die St.-Johann-Kirche war die Pfarrkirche der Reichenauer Bürger und stand auf dem Areal des heutigen Friedhofs in Mittelzell. Die Kirche wurde um 1812 abgerissen; eine dreiteilige Säule mit einfachem Kapitell erinnert an das Kirchengebäude.[19][18]
- Eine Pelagiuskapelle wurde bereits im 10. Jahrhundert in unmittelbarer Nähe der Abtei errichtet. Als Chorherrenstift wurde St. Pelagius vom 13. bis zum 15. Jahrhundert bezeichnet. 1838 wurde der Kirchenbau abgerissen.[20]

### Kräutergarten

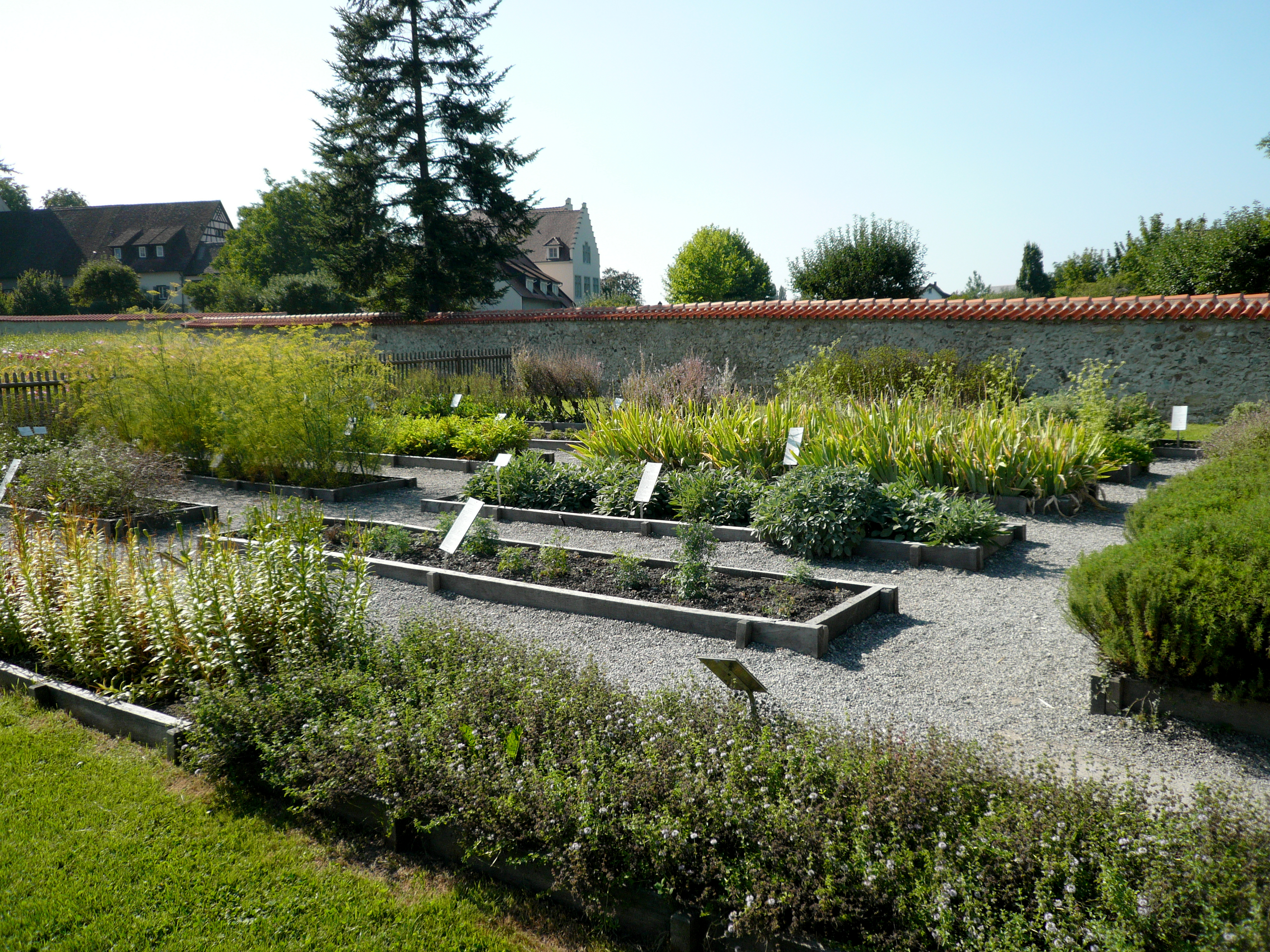
Der Kräutergarten (vor Neugestaltung)

Neben dem Münster St. Maria und Markus in Mittelzell liegt ein Kräutergarten, der laut dem Werk De cultura hortorum des Walahfrid von der Reichenau, in dem er die Heilwirkung verschiedener Kräuter beschreibt, schon im 9. Jahrhundert bestanden haben soll. Die Klostergärten Reichenau werden im Moment neugestaltet und am 20. April 2024 eröffnet. Sie werden drei Bereiche mit dem „Kreuzgang“, die „Hortuli“ (Gärten) mit dem Kräutergarten sowie dem „Mönchsfriedhof“ mit Obstgarten umfassen, welche alle drei innerhalb der alten Klostermauer im sogenannten „Stillen Bezirk“ des ehemaligen Klosters liegen.

### Museen

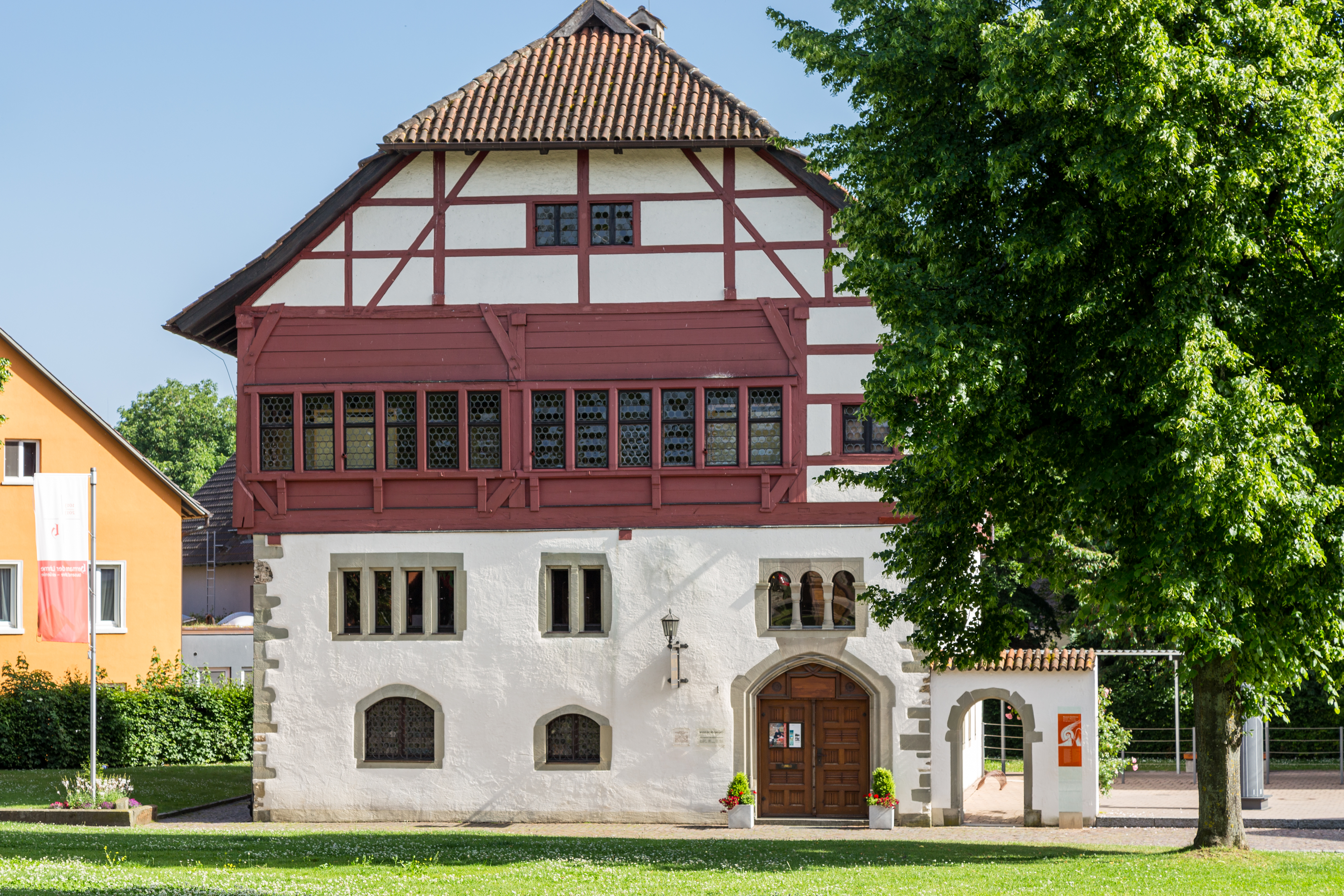
Museum Reichenau

Das Museum Reichenau informiert hauptsächlich über die Geschichte des Bodenseeraums, die Klostergeschichte und Baugeschichte der drei romanischen Kirchen, das Schaffen Reichenauer Künstler und die Bürgergeschichte der Reichenau. Die Ausstellung verteilt sich über drei Museen. Die Museen befinden sich nahe den bedeutenden Kirchen. Das alte Fachwerkhaus in Mittelzell mit dem Neubau neben dem alten Museum. Weiter die Museen Oberzell und Niederzell.
Im Zentrum für Psychiatrie Reichenau (ZfP) befindet sich mit dem Psychiatriemuseum ein Museum über die Geschichte der Psychiatrie in der Gemeinde Reichenau.

### Naturdenkmäler
Ein großer Teil der Insel steht unter Landschaftsschutz (→ Insel Reichenau (Landschaftsschutzgebiet)), einzelne Gebiete auch unter Naturschutz. Die ufernahen Feuchtgebiete beherbergen typische Tier- und Pflanzengesellschaften der Bodenseeregion.

### Profanbauwerke

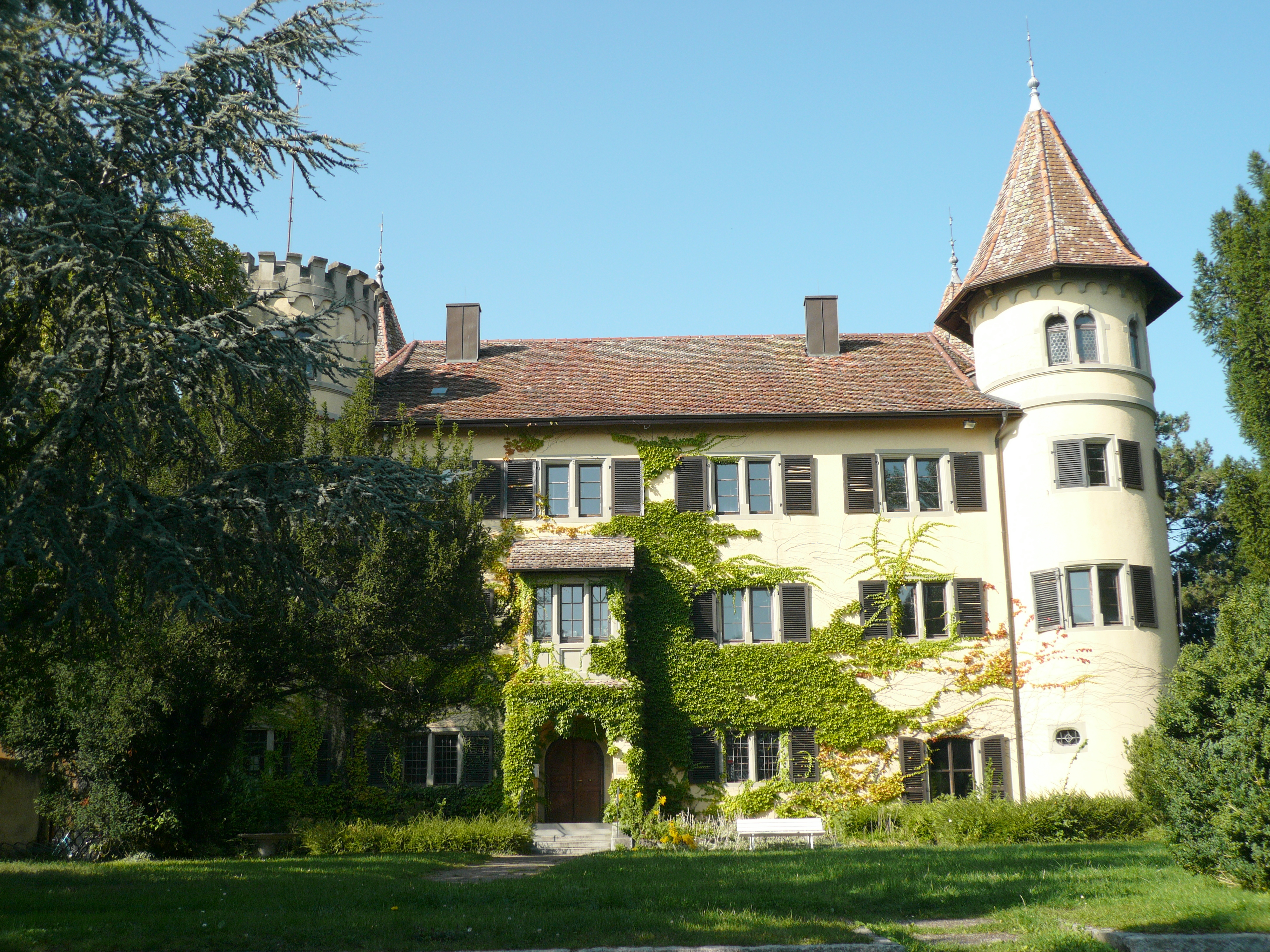
Schloss Königsegg

- Im Süden der Insel befindet sich das Schloss Königsegg aus dem 16. Jahrhundert. Das Gebäude beherbergte eine Schule für Logopädie und Physiotherapie, im Schlossgarten fanden im Sommer Theateraufführungen statt.
- Auf dem Reichenauer Damm im Osten der Insel steht die Burgruine Schopflen, in der eine Aussichtsplattform steht.
- Die Villa Eilandfrieden auf einem etwa 2,5 ha großen Grundstück mit einem englischen Landschaftsgarten wurde von der Familie Faber-Castell im Jahre 1905 erbaut. An der Stelle war früher (bis 1540) ein Rebgut der Benediktinerabtei. Zum Grundstück gehören 120 Meter Seeufer an der Südseite der Insel. In dem schlossähnlichen Gebäude mit 623 m² Wohnfläche auf über drei Etagen lebte zeitweise die Schauspielerin und Schriftstellerin Ellen Delp (1890–1990), die auch hier starb.
- Das Schloss Windegg an der nordwestlichen Inselspitze in Niederzell wurde 1667 erstellt und ersetzte eine im 14. Jahrhundert errichtete Burg der Ministerialen der Reichenau. Heutiger Eigentümer ist die EnBW Energie Baden-Württemberg, die das Anwesen als Freizeitheim und Tagungshotel betreibt. Eine Besichtigung ist nicht möglich.

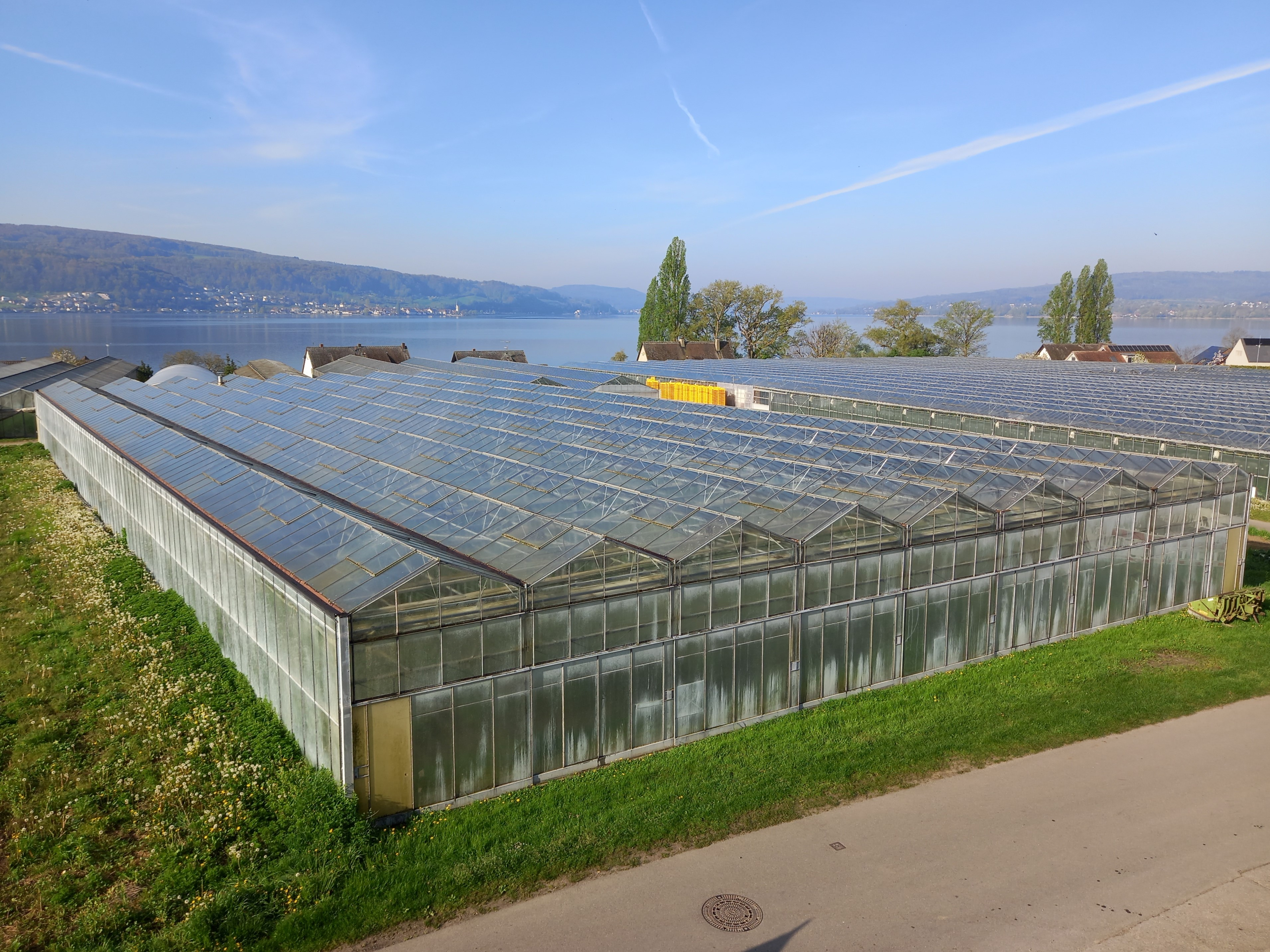
Gewächshäuser oberhalb des Untersees in Niederzell

## Wirtschaft und Infrastruktur
War die Reichenau zu klösterlicher Zeit ein Weinbaugebiet, so dominiert heute der Gemüse- und Obstanbau die Landwirtschaft; nur noch wenige Hektar Rebland werden bewirtschaftet.

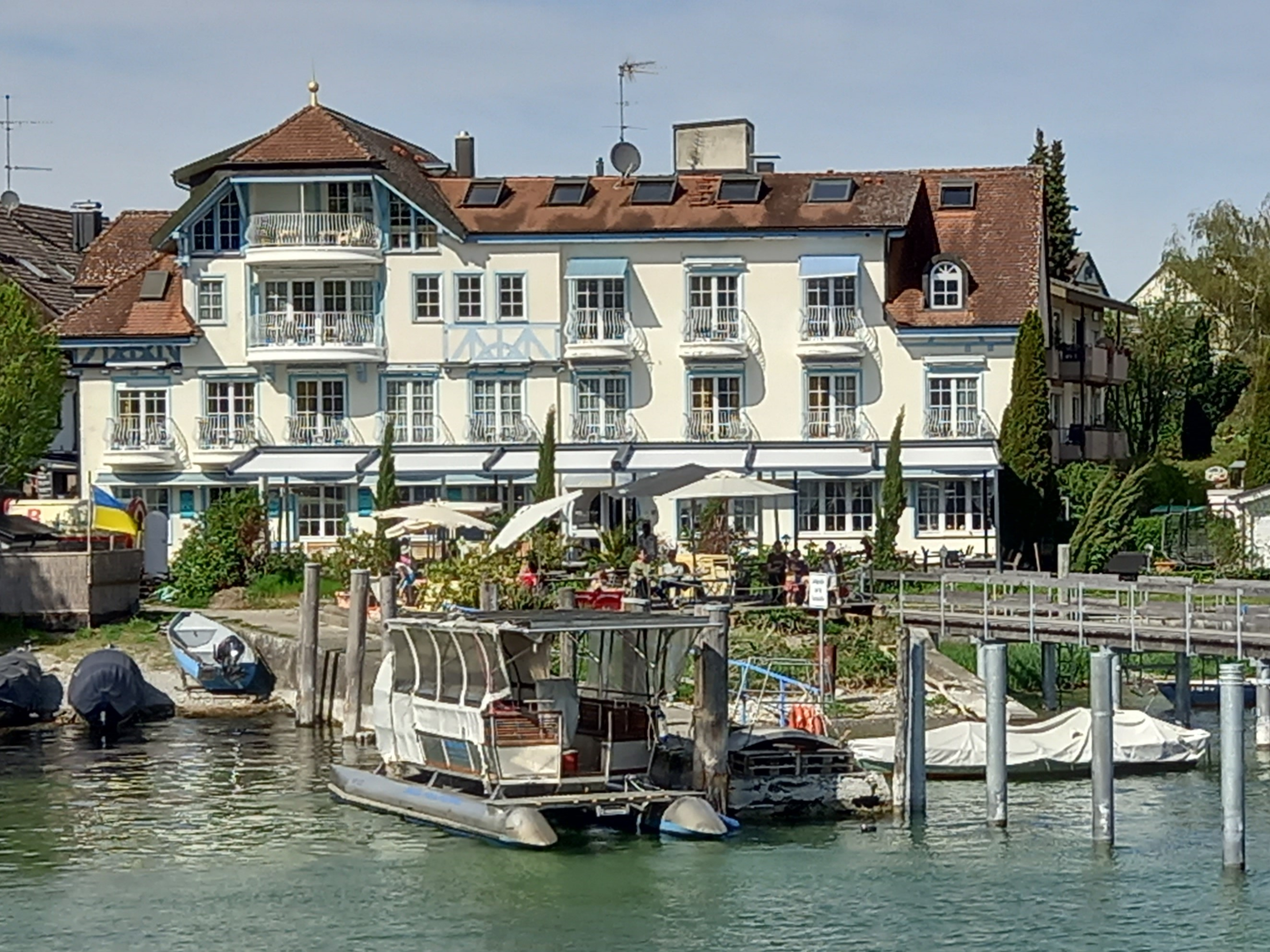
Solarfähre am südlichen Schiffsanleger der Insel Reichenau

Eine weitere Haupteinnahmequelle der Reichenauer ist der Tourismus. Besonders bedeutsam ist die Insel Reichenau
- für kulturell Interessierte wegen des Weltkulturerbe-Status der gesamten Insel,
- für Kitesurfer wegen des Sonderstatus des Westufers der Insel; dort befindet sich ganzjährig eine ausgewiesene und genehmigte Kitezone, während Kitesurfen im sonstigen deutschen Teil des Bodensees grundsätzlich verboten ist,[24] und
- für Freunde klimaneutralen Reisens; seit 2002 verkehrt zwischen dem südlichen Schiffsanleger der Insel Reichenau und Mannenbach eine Solarfähre, die noch im Jahr 2022 „im süddeutschen Raum die einzige öffentliche klimaneutrale Fährverbindung mit Motorantrieb“ war.[25]

Das Zentrum für Psychiatrie Reichenau (ZPR) ist ein Fachkrankenhaus und psychiatrisches Pflegeheim auf dem Festland oberhalb der Bahnlinie Radolfzell-Konstanz. Das ZPR ist akademisches Lehrkrankenhaus der Universität Konstanz.

### Verkehr

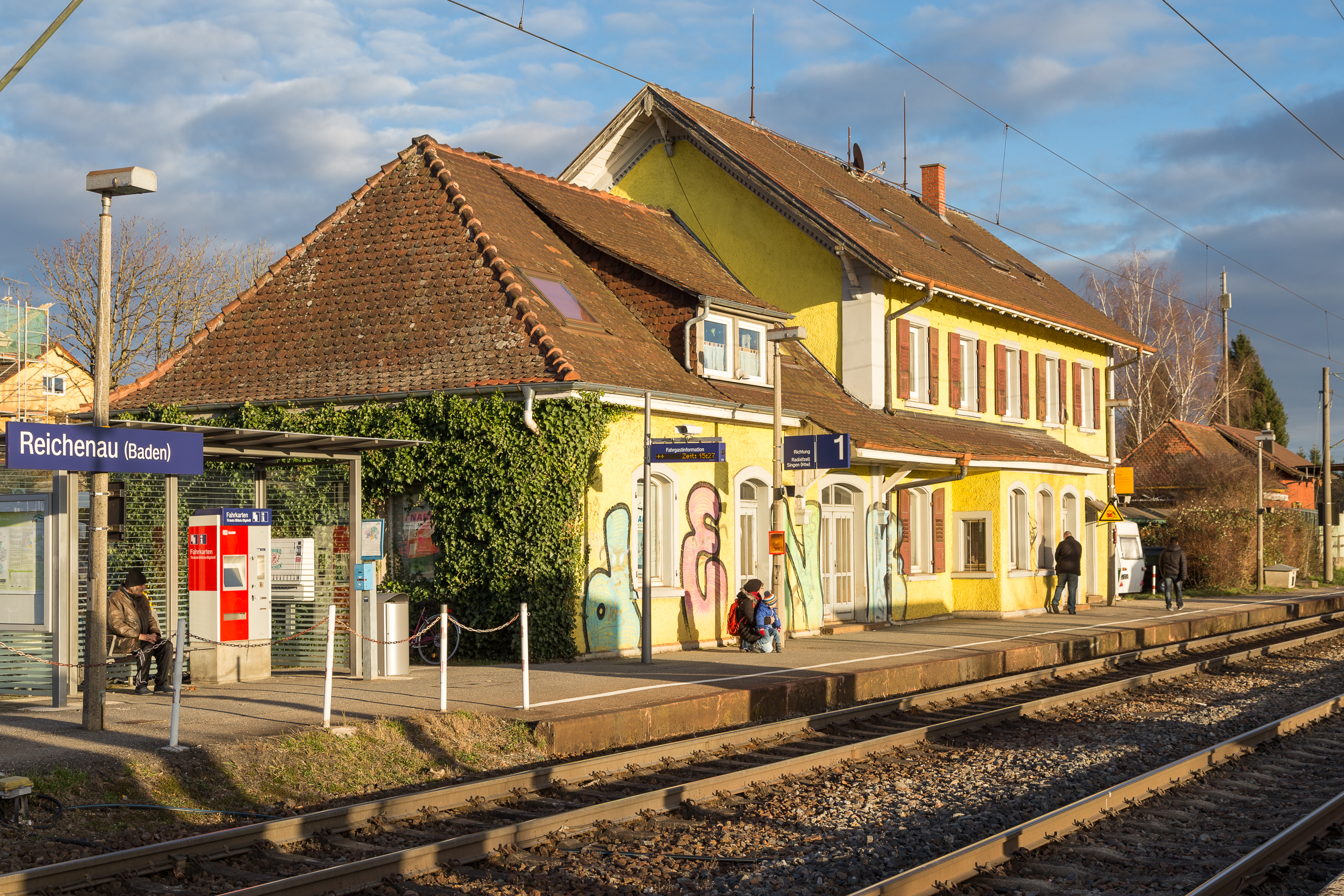
Haltepunkt Reichenau (Baden), 2013

Auf der Straße erreicht man Reichenau über die Bundesstraße 33, von der zwischen Radolfzell und Konstanz im Reichenauer Ortsteil Lindenbühl die Landesstraße über den Damm auf die Insel abzweigt.
Der Haltepunkt Reichenau (Baden) befindet sich im Ortsteil Lindenbühl. Er liegt an der Hochrheinbahn Basel Bad Bf – Konstanz, Teil der Badischen Hauptbahn von Mannheim nach Konstanz. Bedient wird er halbstündlich durch den seehas von Engen nach Konstanz. Mit den Schiffen der Weißen Flotte gibt es saisonal Verbindungen zu allen Orten am Untersee und den Rhein hinab bis nach Schaffhausen sowie durch einen privaten Schifffahrtsbetrieb nach Allensbach. Über Konstanz sind nahezu alle Orte am Bodensee zu erreichen.
Durch eine Alltagsroute aus dem Radnetz Baden-Württemberg ist das Gemeindegebiet mit Konstanz und Radolfzell verbunden. Auf derselben Strecke verläuft der Bodensee-Radweg. Er umrundet als Fernradweg den Bodensee. Er ist hier zugleich ein Teil der Eurovelo-Route 15 (Rheinradweg).

### Ansässige Unternehmen
Die Bezirkssparkasse Reichenau hat ihren Sitz im Ortsteil Mittelzell. Weiter ist auf der Insel der Sitz der Reichenau-Gemüse eG, der Erzeugerorganisation der Reichenauer Gemüsegärtner, sowie auch der Winzerverein Reichenau.

## Persönlichkeiten

### Söhne und Töchter der Gemeinde
- Heribrecht von Reichenau (9. Jahrhundert–926), Abt des Klosters Reichenau
- Wolfgang Reichenauer (vor 1486–nach 1505), Orgelbauer und Organist
- Franz Anton Maichelbeck (1702–1750), Organist und Komponist
- Romuald Weltin (1723–1805), Benediktiner, Reichsabt der Abtei Ochsenhausen
- Johann Nepomuk Sauter (1766–1840), Chirurg
- Josef von Reichlin-Meldegg (1806–1876), Jurist, Oberamtmann
- Gideon Spicker (1840–1912), Religionsphilosoph
- Georg Beck (1890–1968), geboren in Oberzell, Kommunalpolitiker, Landrat im Landkreis Überlingen
- Ingo Maurer (1932–2019), Designer
- Thomas Giefer (* 1944), Dokumentarfilmer und Journalist

### Persönlichkeiten, die in der Gemeinde gelebt oder gewirkt haben
- Pirminius (um 670–753), Heiliger, Gründer des Klosters Reichenau
- Petrus von Reichenau (8. Jahrhundert–786), von 782 bis 786 Abt des Klosters Reichenau
- Waldo von Reichenau (auch Walto, um 740–814 oder 815), Abt der Fürstabtei St. Gallen und des Klosters Reichenau, Administrator der Bistümer Basel und Pavia
- Haito (ca. 762–836), Abt des Klosters Reichenau (806 bis 823), Bischof von Basel (802 bis 823) und Berater von Kaiser Karl dem Großen
- Walahfrid von der Reichenau (auch Walahfried oder Walafried), latinisiert (Walafridus) Strabo (dt. Walachfried der Schieler) oder selbst auch Strabus, 807–849, Benediktiner, Dichter, Botaniker, Diplomat, 842–849 Abt des Klosters Reichenau
- Hatto I. (um 859–913), von 888 bis 913 Abt des Klosters Reichenau (als Hatto III.) und anderer Reichsklöster, Erzbischof von Mainz (891–913) und Erzkanzler des Ostfränkischen Reiches
- Wolfgang von Regensburg (um 924–994), Bischof von Regensburg, Erziehung in Reichenau
- Berno von Reichenau (Um 978–1048), 1008–1048 Abt des Klosters Reichenau
- Hermann von Reichenau OSB (auch Hermann der Lahme, Hermannus Contractus, Herimannus Augiensis oder im Spätmittelalter irreführend Hermann von Veringen, 1013–1054), bedeutender Wissenschaftler, Komponist und Schriftsteller des Mittelalters
- Werner von Rosenegg (1367 erstmals erwähnt–1402), Abt der Reichenau (1385–1402)
- Friedrich von Hundbiß (1769–1805), letzter fürstbischöflich-konstanzischer Obervogt auf der Insel Reichenau
- Amalie Bensinger (1809–1889), Malerin
- Robert Poetzelberger (1856–1930), österreichischer Maler, Bildhauer und Kunstprofessor
- Karl Flesch (1874–1945), Arzt und Dichter, ab 1925 auch Ehrenbürger
- Heinrich Tobias Benedict Lotter (1875–1941), Maler
- Lilly Braumann-Honsell (1876–1954), Autorin, Seglerin und Reisende durch Europa, Nordafrika und Nordamerika
- Guido Andris (1879–1974), römisch-katholischer Priester
- Ellen Delp (1890–1990), Schauspielerin
- Heinz Karst (1914–2002), Brigadegeneral
- Dirk Pette (1933–2022), Biochemiker und Hochschullehrer für physiologische Chemie an der Universität Konstanz
- Werner Brändle (1941–2022), evangelischer Theologe und Hochschullehrer für Systematische Theologie und Religionspädagogik an der Universität Hildesheim
- Ernst Pfister (1947–2022), Politiker (FDP), 2004–2011 Wirtschaftsminister Baden-Württembergs
- Alfred Heizmann (1949–2017), Lehrer, Mundartdichter und Fasnachtsredner

### Einwohner
- Gert Zang (* 1941), Historiker
- Alexander Bürkle (* 1957), Humanmediziner und Hochschullehrer für Molekulare Toxikologie, Organist und Kirchenmusiker am Reichenauer Münster St. Maria und Markus[28]
- Claudius Marx (* 1959), Jurist und Hochschullehrer, ehem. Hauptgeschäftsführer der IHK Hochrhein-Bodensee
- Katja Seizinger (* 1972), Skirennläuferin und Unternehmerin[29]
- Andreas Jung (* 1975), Politiker (CDU), Mitglied des Deutschen Bundestags